# Illuyanka (récit)

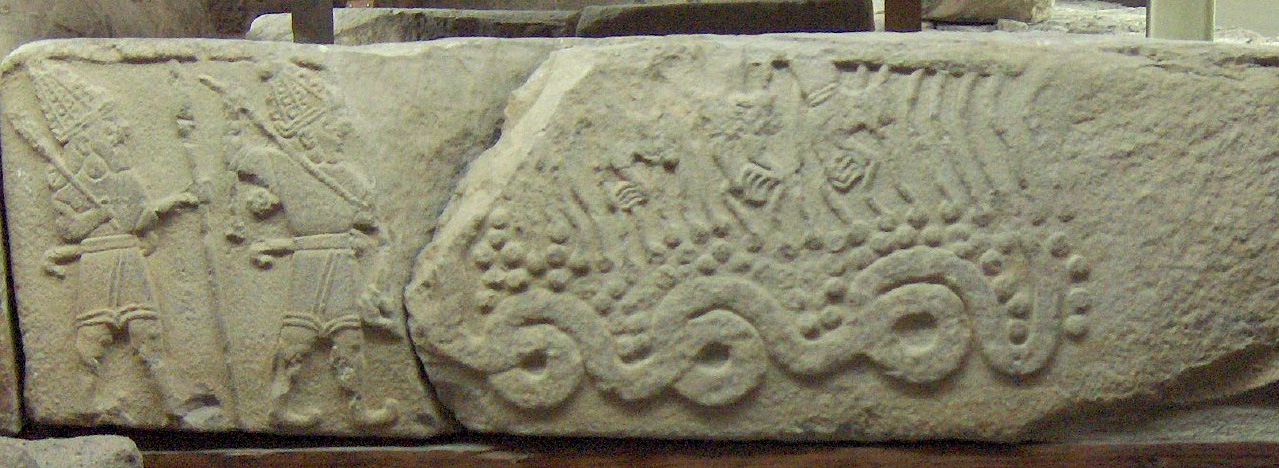
Le Dieu de l'orage tuant le dragon Illuyankas, représentation sur calcaire néo-hittite (850-800 av. J.-C.) trouvée à Malatya. Musée des civilisations anatoliennes, Ankara.

Le Combat du dragon ou Illuyanka est un texte mythologique hittite qui relate l'affrontement entre Illuyanka, autrement dit un serpent (illuyankaš, en hittite) et le dieu de l'Orage. Celui-ci, dans un premier temps vaincu et privé de ses pouvoirs, parvient à tuer le serpent, grâce à une ruse impliquant un mortel. La nature et l'instrument de cette ruse diffèrent sensiblement entre la première et la seconde version du mythe. Si le récit de cet affrontement entre le serpent et le dieu souverain du panthéon hittite ne constitue pas la totalité du mythe rapporté dans les tablettes, il en est du moins, en raison de l'état de conservation du texte, l'épisode le plus intelligible.
Les deux versions du mythe nous ont été transmises l'une à la suite de l'autre sur une même tablette, dont huit copies (de A à H), plus ou moins complètes, ont été exhumées lors de fouilles à Hattusa, capitale du royaume hittite (env. XVIIIe siècle-XIIe siècle av.J.-C.). Le colophon de la copie A indique le nom du scribe (Pihaziti) et du prêtre (Kella) auquel ce dernier se conforme dans sa rédaction. Le texte est répertorié comme le 321e texte du Catalogue des textes hittites d’Emmanuel Laroche (CTH 321).
Ce mythe appartient au groupe des mythes anatoliens qui auraient été empruntés par les Hittites aux populations indigènes d'Anatolie centrale à une date ancienne. Comme ces autres mythes anatoliens, le mythe d'Illuyanka s'inscrit dans un cadre rituel : il est le support mythologique du festival du Purulli qui est célébré au printemps, lorsqu’à la stérilité des sols succèdent la prospérité et l'abondance.

## Le mythe d'après les textes hittites
Le récit du mythe se présente sous deux versions qui apparaissent l’une à la suite de l’autre sur une même tablette. Les copies disponibles ne peuvent pas, à en juger par le ductus (le tracé des signes cunéiformes), remonter à plus de 1500 av. J.-C. ; en revanche, la composition originelle doit être antérieure à cette date.
Concernant la forme du texte, il faut noter que les passages mythiques, consacrés purement à la narration, alternent avec des passages qui traitent des rituels qui prenaient place dans le cadre du festival du Purulli. Le mythe semble ainsi fonctionner comme une étiologie du rituel.
À la différence d’autres récits mythologiques hittites, comme le Chant de Kumarbi, Illuyanka n’est pas un texte métrique.

### Première version
Dans la première version du mythe, le dieu de l’Orage, qui a été vaincu par le serpent (§3), appelle à l’aide les autres dieux. La déesse Inara vole à son secours en tendant un piège au serpent : elle organise une fête où vin et bière coulent à flots, puis se rend dans la ville de Ziggaratta où elle trouve un mortel, nommé Hupasiya, qui accepte de l’aider en échange d’une nuit d’amour (§4-8). Elle appâte le serpent et ses enfants hors de leur trou ; puis une fois que ceux-ci sont saouls, Hupasiya les ligote avec une corde avant de les livrer au dieu de l’Orage qui les tue (§9-12).
La suite du mythe est moins claire, en raison du caractère fragmenté du texte qui nous est parvenu. Inara installe Hupasiya dans une maison qu’elle a bâtie sur un roc au-dessus de la ville de Tarukka. Avant de s’absenter pour aller dans les champs, elle lui interdit de regarder par la fenêtre pour ne pas qu’il puisse voir sa femme et ses enfants dehors. Après avoir résisté durant vingt jours, il ne peut s’empêcher de transgresser l’interdit. Quand Inara rentre, il lui demande en pleurant de le laisser rentrer chez lui (§13-15). Le récit reprend après une lacune, si bien qu’on a du mal à établir le lien avec ce qui précède.  Il ne semble plus être question d’Hupasiya. Il y a une allusion à Inara, au roi et à une caverne (§17). La fin de la première version s’achève sur la mention de la montagne Zaliyanu, à laquelle on demande d’apporter la pluie (§18-19).
Le début du texte précise le cadre rituel dans lequel la narration de ce mythe prend place, à savoir le festival du Purulli, qui est organisé quand la terre devient féconde (§1-2).

### Deuxième version
Dans la deuxième version du mythe, le serpent qui a vaincu le dieu de l’Orage lui prélève un tribut : il s’empare de son cœur et de ses yeux (§21). Pour récupérer son bien, le dieu de l’Orage se lie à une femme pauvre dont il a un fils. Une fois devenu grand, ce fils est marié à la fille du serpent  (§22). Le dieu de l’Orage demande alors à son fils de ramener de chez son beau-père comme cadeau de mariage le cœur et les yeux dont il a été privés (§22-23). Le fils s’exécute et ramène à son père ses précieux attributs. Le dieu de l’Orage qui a recouvert ses forces se rend vers la mer pour livrer bataille au serpent. Alors qu’il s’apprête à tuer le serpent, son fils lui demande de ne pas être épargné non plus ; il est alors tué avec le serpent (§24-26).
La fin du texte, après une lacune, porte sur un autre sujet, à savoir l’organisation d'un culte qui implique le dieu Zaliyanu également cité à la fin de la première version (§27-35).

## Son origine
Le mythe aurait une origine hattie, c’est-à-dire non indo-européenne, et aurait été transmis aux Hittites dans la préhistoire de leur royaume. À ce titre, il est rangé dans l’ensemble des « mythes anatoliens » (« anatolien » étant ici à entendre au sens géographique, et non linguistique) par Emmanuel Laroche, avec d’autres textes comme le mythe de Télipinu, La Disparition du dieu de l’Orage, etc.
Néanmoins, Calvert Watkins a avancé l’idée que le noyau central du mythe, à savoir la lutte entre le serpent et le dieu de l’Orage, a une origine indo-européenne. Sa démonstration s’appuie sur la cooccurrence de deux mêmes racines verbales (*terh2, « surmonter, vaincre » et *gwhen-, « tuer ») dans plusieurs mythes indo-européens impliquant une dragontomachie, dont le mythe d’Illuyanka.
nu=za MUŠilluyankaš dIM-an taruḫta (§2)  		« Le serpent vainquit le dieu de l’Orage »
dIM-aš wet / nu=kan MUŠilluyankan kwenta  (§12)  	« Le dieu de l’Orage vint et tua le serpent »

## Sa postérité

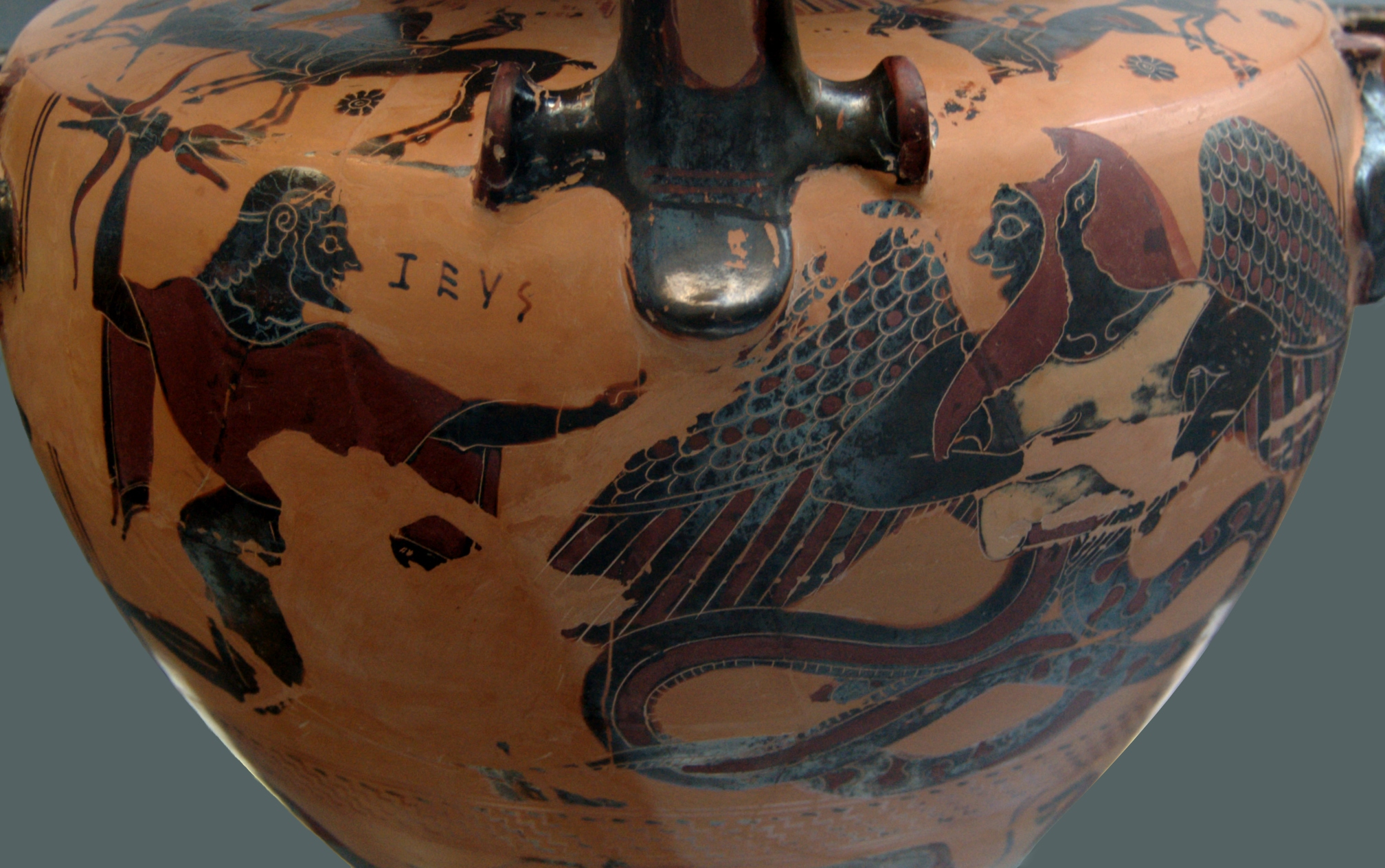
Zeus dardant son foudre sur Typhon, hydrie à figures noires, v. 550 av. J.-C., Staatliche Antikensammlungen (Inv. 596).

Le mythe de Typhée, présent sous de nombreuses variantes chez les auteurs grecs antiques, raconte comment Zeus s’est débarrassé d’un monstre qui menaçait sa souveraineté. L’idée que ce mythe ait une parenté avec le mythe d’Illuyanka a été présentée pour la première fois de façon détaillée par Porzig en 1930. Cependant, la thèse d’un lien génétique entre les deux mythes se heurtait toujours à l’argument typologique : les ressemblances entre les deux mythes ne peuvent-elles pas être dues au hasard ?
Calvert Watkins s’appuie sur la comparaison de deux formules issues l’une du texte hittite, l’autre du corpus grec, pour soutenir la thèse d’une parenté génétique, et plus précisément d'un transfert de l'Anatolie vers la Grèce.
nu MUŠilluyankan išḫimanta kalēliet  (§11)   		« il l’attacha avec une corde »
ὅτε τ’ἀμφὶ Τυφωέι γαῖαν ἱμάσσηι (Iliade, II, 780-785)	« pendant qu’il (=Zeus) faisait trembler la terre autour de Typhôeus »
Sa démonstration porte sur le nom hittite išḫimanta, « lien, corde », et le verbe grec ἱμάσσηι (< ἱμάς «lien, corde »), « cingler, fouetter, secouer », dont l’étymologie est commune (*seh2i-, « lier, attacher »), mais le sens très divergent dans le contexte des deux mythes : dans un cas, on ligote un serpent ; dans l’autre, on secoue la terre autour d’un serpent. Pour Calvert Watkins, la présence de deux formes étymologiquement liées dans deux mythes qui par ailleurs présentent un certain nombre de similitudes ne peut pas être due au hasard, d’autant que le verbe grec ἱμάσσω est très rare et se trouve dans beaucoup de ses emplois associé à ce mythe. Selon lui, le texte aurait été traduit du hittite vers le grec dans un premier temps de façon fidèle, à la fois sémantiquement et formellement, par le recours à un verbe ἱμάσσω signifiant « utiliser une corde pour lier quelqu’un » ; puis, la sémantique du verbe grec aurait évolué secondairement vers un sens « utiliser une corde pour fouetter quelqu’un », d’où « fouetter, secouer ». Le poids du style formulaire aurait conduit à un réaménagement sémantique du mythe, où l’action de « lier » (sens initial du verbe) est remplacé par celle de « fouetter, secouer » (sens secondaire du verbe), la forme verbale restant identique. On peut remarquer que la thèse de Watkins implique également de supposer une reconfiguration des actants du  verbe : avec un changement sémantique qui n’affecterait que le verbe, on devrait avoir une version grecque où un homme secoue ou fouette le serpent, or ce n’est pas le cas ; on a un texte où Zeus secoue la terre autour du serpent.